# Iglesia de San Udalrico
La iglesia de San Udalrico (en italiano: chiesa di Sant'Ulderico) es una antigua iglesia católica ubicada en la ciudad de Ivrea en Italia.

## Historia
La iglesia fue construida en los años inmediatamente después de la canonización de San Udalrico, que tuvo lugar en 993. La iglesia se levanta en el lugar donde el mismo Udalrico, obispo de Augsburgo, hizo un milagro durante su paso por Ivrea en 971, despertando de la muerte el joven hijo de los dueños de la taberna en que se alojaba.

## Descripción
La iglesia se levanta en la Piazza de Città, la plaza principal de Ivrea, en frente del Palazzo di Città, sede del ayuntamiento de la ciudad. Se destaca por su fachada románica en ladrillo.